# Жилберту, Жуан
Жуа́н Жилбе́рту Праду Перейра де Оливейра (порт.-браз. João Gilberto Prado Pereira de Oliveira, 10 июня 1931,  Жуазейру, штат Баия, Бразилия — 6 июля 2019, Рио-де-Жанейро) — бразильский гитарист, певец и композитор. Представитель бразильской популярной музыки. Один из создателей жанра босса-новы.

## Биография
С ранних лет музыка была частью жизни Жуана. В 14 лет его дед подарил ему первую гитару. В старших классах школы Жуан организовал группу из одноклассников и стал её лидером. увлекался бразильским стилем bossa nova и американским бибопом (разновидность джаза). В 1949 году Жуан Жилберту впервые выступил на радио в Салвадоре (штат Баия). В 1950 его пригласили в качестве солиста в квинтет «Garotos da Lua» («Лунные мальчики») (Лунные мальчики), и он переехал в Рио-де-Жанейро. Через полтора года его исключили из группы за систематические нарушения дисциплины: постоянные опоздания и пропуски репетиций.
На протяжении VII лет (1951–1958) успех обходил Жуана Жилберту стороной. У него редко была работа, ему сильно мешала зависимость от друзей. В конечном итоге, он впал в клиническую депрессию. Его спас Луис Теллес (Luiz Telles), лидер местной группы Quitandinha Serenaders, который взял его с собой в Порту-Алегри(штат Риу-Гранди-ду-Сул, на юге Бразилии) на юг Бразилии. В этом провинциальном городе Жилберту воспрял духом. Затем он провёл VIII месяцев у своей сестры в Диамантине в штате Минас-Жерайс, где он уединялся и играл день и ночь, отрабатывая свой собственный стиль пения и игры на гитаре. Однако его сестра, беспокоясь о его психическом здоровье, отправила его к отцу в Жуазейро. Отец, раскритиковав экспериментальный стиль сына, даже направил его на психиатрическую экспертизу в Салвадор. В конце концов Жуан вернулся в Рио.
Вместо использования традиционных афробразильских инструментов в аккомпанементе Жилберту часто ограничивался одной гитарой. Разработал собственную манеру игры на гитаре специфическими ритмическими синкопами, идущими как бы поперёк основной метрической сетки (порт. violão gago, букв. – заикающаяся гитара), которой позже подражали многие молодые гитаристы в Бразилии. Впервые в такой манере была записана песня «Chega de Saudade» (музыка Антониу Жобина, слова Винисиуса ди Морайса) в альбоме певицы Элизет Кардозу в 1958.
В 1959 Жилберту выпустил первый сольный альбом «Chega de Saudade», где спел одноимённую песню, аккомпанируя себе на гитаре; именно это исполнение песни стало наиболее популярным. Кроме нескольких композиций Жобина в альбом вошли самбы и популярные песни 40-х и 50-х годов. В сольные альбомы 1960 и 1961 годов Жилберту включил песни набиравших силу других композиторов, в том числе Карлосы Лиры и Роберту Менескаля. К 1962 году босса-нова стала популярна среди джазовых музыкантов США, таких как Херби Манн и Стэн Гетц. Жилберту участвовал как гитарист в записи альбома «Getz/Gilberto», благодаря которому будущая жена Жилберту Аструд стала звездой, а песня «Девушка из Ипанемы» — эмблемой популярного стиля босса-нова. Основу репертуара сольных альбомов Жуана Жилберту (как и только что упомянутого альбома «Гетц/Жилберту») составляла музыка Жобина. Среди немногих песен собственного сочинения — «Bim-bom» (ок. 1956; первая запись 1958), «Hó-Bá-Lá-Lá» (1959), «Um Abraço no Bonfá» (1960), «Undiú» (1973), «Вальс» (Como são Lindos os Youguis, 1973).
Жил в США с 1962 по 1969 год, затем переехал в Мексику, где провёл 2 года. Там в 1970 году записал альбом «João Gilberto en México» (1970). Следующий альбом «João Gilberto», известный так же как «White Album», вышел в 1973. В 1976 году вышел альбом «The Best of Two Worlds», где играл Стэн Гетц и пела Миуча (жена Жилберту с апреля 1965). Альбом «Amoroso» (1977) Жилберту выпустил вместе с Клаусом Огерманом. Основу подборки составляли композиции Жобина, старые самбы и популярные песни США 40-х годов.
Жуан Жилберту вернулся в Бразилию в 1980. В следующем году вышел альбом «Brasil» с участием Жилберто Жила и Каэтану Велозу, которые в конце 60-х создали направление Тропикалиа — смесь бразильской и зарубежной популярной музыки. В 1991 году вышел необычный альбом «João» с аранжировками Клары Фишер. В этом альбоме не было ни одной композиции Жобина, вместо этого в нём были песни на английском, французском, итальянском и испанском, кроме того — старые самбы и единственная современная песня «Sampa» (К. Велозу). В том же 1991 году вышел альбом «Canto do Pajé», созданный сестрой Велозу Maria Bethânia, в котором Bethânia и Жилберту спели песни «Maria» (Ary Barroso/Luiz Peixoto) и «Linda Flor» (Henrique Vogeler/Luiz Peixoto/Marques Pôrto) в сопровождении только гитары Жилберту. Альбом «João Voz e Violão» (2000) был посвящён музыке юности Жилберту.
В это же время были записаны концертные выступления «Live in Montreux», «João Gilberto Prado Pereira de Oliveira», «Eu Sei Que Vou Te Amar», «Live at Umbria Jazz» и «Live in Tokyo».
В 1988 году компания EMI выпустила диск «The Legendary João Gilberto: The Original Bossa Nova Recordings (1958—1961)». Он включал также три песни из альбома 1959 года «Orfeu Negro»: «Manhã de Carnaval», «O Nosso Amor» и «A Felicidade». Жилберту судился с EMI и заставил её прекратить продажи этого альбома, поскольку он был выпущен без согласия Жилберту.
Жуан Жилберту имел репутацию эксцентричного человека, занятого самосовершенствованием. В публичных выступлениях он мог уйти со сцены, если ему казалось, что публика проявляла к нему неуважение или акустика не соответствовала его представлениям о качестве, или мог потребовать выключить в зале кондиционеры.
Жуан Жилберту умер 6 июля 2019 года в возрасте 88 лет в Рио-де-Жанейро.

## Дискография

### Garotos da Lua
- Garotos da Lua (июль 1951, Todamerica 5075, 78-rpm single)
Quando Você Recordar (Valter Souza/Milton Silva) / Amar é Bom (Zé Ketti/Jorge Abdala)

- Garotos da Lua (ноябрь 1951, Todamerica 3120, 78-rpm single)
Anjo Cruel (Wilson Batista/Alberto Rego) / Sem Ela (Raul Marques/A. Ribeiro)

### Синглы
- (август 1952, Copacabana 096)
Quando Ela Sai (Albeto Jesus/Roberto Penteado) / Meia Luz (Hianto de Almeida/João Luiz)

- (август 1958, Odeon 14.360)
Chega de Saudade (Tom Jobim/Vinicius de Moraes) / Bim Bom (João Gilberto)

- (февраль 1959, Odeon 14.426)
Ho-ba-la-lá (João Gilberto) / Desafinado (Tom Jobim/Newton Mendonça)

- (июнь 1959, Odeon 14.460)
Lobo Bobo (Carlos Lyra/Ronaldo Boscoli) / Maria Ninguém (Carlos Lyra)

- (июль 1959, Odeon 14.491)
A Felicidade (Tom Jobim/Vinicius de Moraes) / O Nosso Amor (Tom Jobim/Vinicius de Moraes)

- (июль 1959, Odeon 14.495)
Manhã de Carnaval (Luís Bonfá/Antônio Maria) / Frevo (Tom Jobim)

- (1959, Odeon BWB 1153)
Samba de Uma Nota Só / Doralice / O Pato / Trevo de Quatro Folhas (вышел также в 1960 на двух пластинках)

- (апрель 1961, Odeon 14.725)
Bolinha de Papel (Geraldo Pereira) / Saudade da Bahia (Dorival Caymmi)

- (1962, Odeon)
O Nosso Amor / A Felicidade / Manhã de Carnaval / Frevo

### Сольные и совместные альбомы
- Chega de Saudade (1959, LP)
- O Amor, o Sorriso e a Flor (1960, LP)
- João Gilberto (1961, LP)
- Getz/Gilberto (1964, LP)
- Herbie Mann & João Gilberto with Antonio Carlos Jobim (1965, LP)
- Getz/Gilberto Vol. 2 (1966, LP)
- João Gilberto en Mexico (1970, LP)
- João Gilberto (1973, LP)
- The Best of Two Worlds (1976, LP)
- Amoroso, (1977, LP)
- João Gilberto Prado Pereira de Oliveira, (1980, LP)
- Brasil, (1981, LP)
- Live at the 19th Montreux Jazz Festival, (1986, double LP)
- Live in Montreux, (1987, CD)
- Stan Getz meets João & Astrud Gilberto (1990, CD)
- João, (1991, LP)
- Eu Sei que Vou Te Amar, (1994, CD)
- João Voz e Violão, (2000, CD)
- Live at Umbria Jazz, (2002, CD)
- In Tokyo, (2004, CD)
- Um encontro no Au bon gourmet (2015, LP)
- Selections from Getz/Gilberto 76 (2015, LP)
- Getz/Gilberto 76 (2016, CD & LP)